# Zbraslav (ort)
Zbraslav är en ort i Tjeckien.   Den ligger i regionen Södra Mähren, i den sydöstra delen av landet, 170 km sydost om huvudstaden Prag. Zbraslav ligger 464 meter över havet och antalet invånare är 1 211.
Terrängen runt Zbraslav är huvudsakligen platt, men söderut är den kuperad. Runt Zbraslav är det tätbefolkat, med 411 invånare per kvadratkilometer. Närmaste större samhälle är Rosice, 8,1 km sydost om Zbraslav. I omgivningarna runt Zbraslav växer i huvudsak blandskog.